# 고은빛
고은빛(1990년 9월 14일 ~ )은 대한민국의 방송인이다.

## 학력
- 경희대학교 무용학과

## 방송
- 2016년 ~ 2018년: SBS 생방송 브라보 나눔로또